# Seznam arcibiskupů ochridských a makedonských

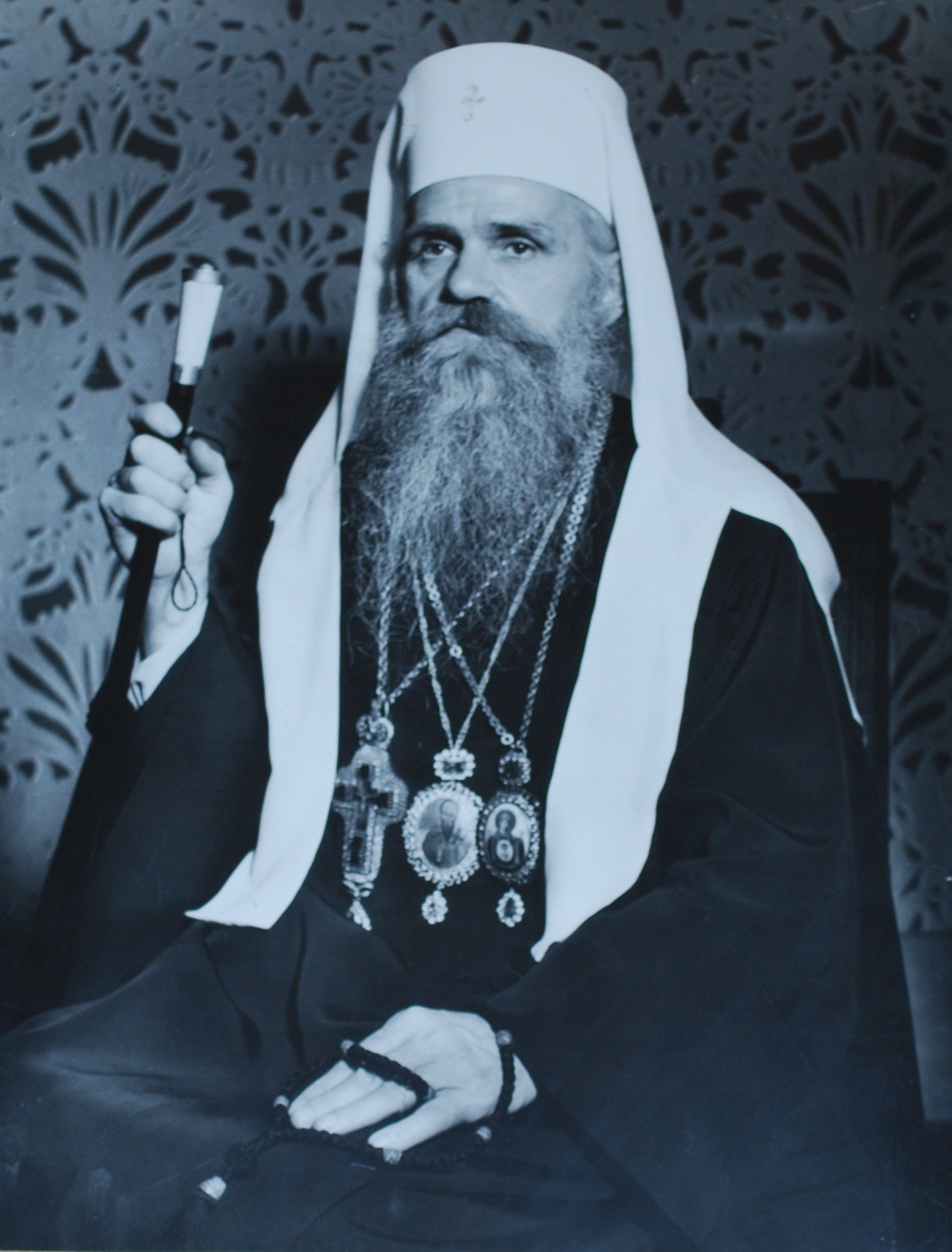
Dositej Stojković, první hlava makedonské pravoslavné církve

Arcibiskup ochridský a celé Makedonie (makedonsky Архиепископ Охридски и Македонски) je titul udělený arcibiskupům Makedonské pravoslavné církve. Do jurisdikce arcibiskup ochridského a makedonského spadají pravoslavní věřící v samotné Severní Makedonii a v dalších exarchátech v mimo území státu. Kromě titulu „arcibiskup ochridský a makedonský“ se vždy uvádí titul господин господин.
Současným arcibiskupem ochridským a makedonským je Stefan Veljanovski, který byl zvolen v roce 1999 po smrti arcibiskupa Mihaila Gogova.

## Historie
4. října 1958 v Ochridu prohlásila část biskupů v tehdejší Makedonské SR Dositeje za arcibiskupa ochridské a skopjenského a metropolitu Makedonie bez svolení nadřízené Srbské pravoslavné církve. Po tlaku komunistických úřadů uznalo shromáždění Srbské církve Dositeje za metropolitu ve Skopje. Navzdory kanonickému řádu ustanovil Dositej a další dva biskupové „autonomní synodu“. Ta byla v zájmu zachování míru formalizována srbským pravoslavným shromážděním, avšak s podmínkou, že budou odstraněny některé nesrovnalosti. Na shromáždění v Ochridu dne 19. července 1967 však byla jednostranně vyhlášena autokefalita Makedonské pravoslavné církve. Tento krok však Srbská pravoslavná církev ani žádná jiná autokefální církev neuznala, což vedlo k otevřenému rozkolu.
Dositej a další biskupové schizmatické církve v Makedonii byli obžalováni u kanonického soudu pro Srbskou pravoslavnou církev.  V následujících letech došlo k opakovaným jednáním o urovnání, avšak bez výsledku. Dositej i nadále udržoval schizmatický stav.

## Seznam ochridských a makedonských arcibiskupů
| název                | Panování     | Rodné jméno         | Titul                                 |
| -------------------- | ------------ | ------------------- | ------------------------------------- |
| Dositej Доситеј      | 1968–1981    | Dimitrije Stojković | Arcibiskup ochridský a celé Makedonie |
| Angelarios Ангелариј | 1981–1986    | Cvetko Krsteski     | Arcibiskup ochridský a celé Makedonie |
| Gabriel II Гаврил II | 1986–1992    | Ǵorǵi Milošev       | Arcibiskup ochridský a celé Makedonie |
| Michael Михаил       | 1992–1999    | Metodi Gogov        | Arcibiskup ochridský a celé Makedonie |
| Štěpán Стефан        | 1999 – dosud | Stojan Veljanovski  | Arcibiskup ochridský a celé Makedonie |